# Viridithemis
Viridithemis is een geslacht van libellen (Odonata) uit de familie van de korenbouten (Libellulidae).

## Soorten
Viridithemis omvat 1 soort:
- Viridithemis viridula Fraser, 1960